# Selenia privataria
Selenia privataria är en fjärilsart som beskrevs av Franz Dannehl 1927. Selenia privataria ingår i släktet Selenia och familjen mätare. Inga underarter finns listade i Catalogue of Life.